# Osea
Osea es un país ficticio que aparece por primera vez en PlayStation 2 en los juegos Ace Combat 5: Jefe De Escuadrón (también conocido como Ace Combat 5: The Unsung War), que también aparece en el juego Ace Combat Zero: The Belkan War.

## Clima
Aunque se sabe poco del clima de Osea, se puede decir que tiene un clima templado, que también tiene un gran mar interior y debido a esto se deben dichas temperaturas, y tiene tierras heladas en la zona norte, lugar donde las temperaturas son muy bajas, al igual que en las zonas heladas del norte de Yuktobania.

## Localización
Osea se encuentra en el centro del continente, y ocupa aproximadamente el 60% de él. Se dice que su tamaño es, aproximadamente 3 o 4 veces más grande que el de Belka antes de la guerra de Belka. Por lo tanto es una nación extensa, que en su costa noroeste está el océano Ceres, también, esta la bahía de Oured, y su tamaño aumentó después del conflicto de Belka ya que ganaron a los belkanos un trozo de tierra llamado en este momento Osea del norte.

## Lugares de interés
- Apito - Ciudad cercana a Oured, que visitaremos en una de las misiones, en la que sufrió un ataque de parte de los yuktobanos a un aeropuerto de la misma ciudad (Apito International Airport). Causó pocas víctimas y el ataque fue rechazado por el escuadrón Wardog.
- Banna City - Ciudad en la que se encuentra una de las mayores ciudades de Osea (mundo ficticio) en la que se sufrió un atentado por parte de terroristas yuktobanos en la que la ciudad se envolvió de gas tóxico. Con bombas neutralizadoras fue rechazado el ataque.
- Centro espacial Basset - Centro espacial situado en Osea que se formó en colaboración de Osea y Yuktobania. Tiene un propulsor de masas, y con él, se lanzó un lanzador de rayos láser al Arkbird. La misión del lanzamiento fue un éxito aunque las fuerzas yuktobanas atacaron con tanques y otras fuerzas terrestres (FT) , cazas y misiles.
- Estrecho de Eaglin - estrecho en el tuvo lugar una batalla entre yuktobanos y oseanos en el que se puede decir que en parte vencieron los yuktobanos. Tres portaaviones de la marina oseana partieron rumbo y cuando se situraron en el estrecho, los yuktobanos atacaron mediante cazas y el Scinfaxi, un submarino yuktobano, también actuó de refuerzo. Este hizo que de esos tres portaaviones se hundieran dos, y solo sobrevivió uno, el Kestrel. Hubo participación del escuadrón Wardog.
- November City - Segunda ciudad más grande de Osea en la que el vicepresidente dio un discurso. En ese discurso hubo una actuación del escuadrón Wardog. Los yuktobanos atacaron y el Capitán Alvin H. Davenport, "Chopper" (miembro del escuadrón Wardog) murió debido a fallos de su avión.
- Oured - Capital Oseana de unos 15 millones de habitantes, es una de las ciudades más grandes del mundo. Fue amenazada por el SOLG el que llevaba misiles V2 belkanos. Afortunadamente, el escuadrón Razgriz lo derribó y concluyó la guerra.
- Puerto St. Hewlett - Puerto oseano que sufrió un ataque por parte de los yuktobanos. Marcó prácticamente el principio de la guerra de 2010 entre oseanos y yuktobanos. Se consiguió sacar la flota naval de guerra de Osea, de los cuales entre ellos había un portaaviones, el Kestrel. El escuadrón Wardog aportó gran ayuda, mediante el derribo de aviones yuktobamos y destrucción de fragatas yuktobanas.
- Sand Island - Isla de entrenamiento y base aérea de Osea. Allí es donde residía el escuadrón Wardog al principio de la guerra. Sufrió un ataque yuktobano después del ataque al puerto de St. Hewlett. El ataque fue rechazado por el escuadrón Wardog. Hubo participación de numerosos caza como los F/A-18 Hornet, F-16 Fighting Falcon y otros cazas, también bombarderos B-1B Lancer.
- Isla Solo - Isla volcánica, se encuentra en el océano Ceres, consta de un fuerte campo magnético y hace que los radares no funcionen correctamente y sufran interferencias. Allí escapó el escuadrón Wardog del escuadrón 8492.

## Ejército
Osea tiene un poderoso ejército formado por el ejército de tierra (Army), donde podemos encontrar soldados, tanques, vehículos terrestres y otros. Por otro lado las fuerzas aéreas (Air Force), que cuenta con un gran número de pilotos y de soldados. La marina (Navy), compuesta por algunos aviones y helicópteros de guerra, y por último la infantería de marina (Marine Corps), que cuenta con numerosos marines y refuerzos aéreos.

### Ejército de tierra

#### Vehículos del ejército de tierra
- M1 Abrams
- M113
- LCAC

### Marina

#### Aviones de la marina
- A-6E Intruder
- EA-6B Prowler
- F-14A Tomcat
- F-14B Tomcat
- F-14D Super Tomcat
- F/A-18C Hornet
- F/A-18E Super Hornet
- EA-18G Growler
- F-35C Lightning II
- Rafale M
- C-1A Trader
- E-2C Hawkeye

#### Barcos de guerra de la marina
- Potaaviones de clase Nimitz - Kestrel, Buzzard, Vulture, Barbett.
- Acorazados.
- Destructores - Excalibur, Chivalry, Halcyon.
- Fragatas - Cormorant.

### Infantería de marina

#### Aviones de la infantería de marina
- CH-47 Chinook
- HH-98

### Fuerza Aérea

#### Aviones de la Fuerza Aérea
- ADF-01F Falken
- A-10A Thunderbolt II
- B-52H Stratofortress
- C-5B Galaxy
- E-767
- F-2A
- F-4E Phantom II
- F-4G Wild Weasel
- F-4X Phantom II
- F-5E Tiger II
- F-15C Eagle
- F-15E Strike Eagle
- F-15S/MTD
- F-16C Fighting Falcon
- F-16C Block 60
- F-16XL
- F-20A Tigershark
- F-117A Nighthawk
- F-22A Raptor
- FB-22
- Hawk
- JAS-39C Gripen
- KC-10A Extender
- MiG-21bis Fishbed-L
- MiG-21-93 Fishbed-J
- MiG-29A Fulcrum-A
- MiG-31 Foxhound-A
- MiG-31M Foxhound-B
- MiG-1.44 Flatpack
- Mirage 2000
- Mirage 2000D
- Rafale B
- S-32
- Su-27 Flanker-B
- Su-32 Fullback
- Su-35 Flanker-E
- Su-37 Flanker-F
- Su-47 Berkut
- Tornado GR.1
- Tornado GR.4
- Tornado F3
- Tornado ECR
- Typhoon
- X-02 Wyvern
- X-29A
- YA-10B
- X-02S Strike Wyvern

- Datos: Q534390